# Ligne 504 King du tramway de Toronto
 (août 2022).
Si vous disposez d'ouvrages ou d'articles de référence ou si vous connaissez des sites web de qualité traitant du thème abordé ici, merci de compléter l'article en donnant les références utiles à sa vérifiabilité et en les liant à la section « Notes et références ».
La 504 King est une des lignes de tramway de la ville de Toronto, dans la province d'Ontario, au Canada. Elle est exploitée par la Toronto Transit Commission, l'opérateur public chargé d'assurer la gestion des transports en commun de la ville et de son agglomération. 
La ligne 504 a deux antennes qui se chevauchent le long de la King Street, l'une des grandes artères de Toronto :
- 504A de la station Dundas West à Distillery Loop.
- 504B de la station Broadview à Dufferin Gate Loop.

L'antenne 505A dessert l'intégralité de Roncesvalles Avenue et dessert également, tout comme la ligne 505 Dundas, une partie de la Dundas Street. L'antenne 504B dessert une partie de la Queen Street East et l'intégralité de la Broadview Avenue.